# Mimohoplorana puncticollis
Mimohoplorana puncticollis là một loài bọ cánh cứng trong họ Cerambycidae.